# آدریان دوم
پاپ آدریان دوم (به انگلیسی: Adrian II) (تولد ۷۹۲ - درگذشته ۱۴ دسامبر ۸۷۲) یکی از پاپ‌های کلیسای کاتولیک رم بود که در ۷۹۲ در رم به دنیا آمد و از ۸۶۷ تا ۸۷۲ میلادی که درگذشت پاپ بود.